# Arabo-Perses
Les Arabo-Perses ou Arabo-Iraniens (en arabe الفرس العرب, en persan فارس-عرب‌ها) sont des personnes d'origine ethnique ou culturelle mixte arabe et perse, ce qui est courant surtout en Iran puis dans une moindre mesure au Koweït, en Irak, à Bahreïn au Liban et Syrie.

## Histoire
À l'époque préislamique, de nombreux Arabes vivaient dans la sphère culturelle de la Perse et utilisaient le persan comme langue écrite. Ceux-ci sont appelés Arabes persans (arabe: العرب الفرس; Al-'Arab Al-Furs).
L'un des premiers adeptes et disciples du prophète Mahomet , Salman Al-Farsi, était persan.
Après la montée de l'Islam et la conquête arabe de la Perse, les Perses se sont beaucoup mélangés aux Arabes et, à leur tour, ont commencé à utiliser l'arabe comme langue écrite aux côtés du persan. Des scientifiques et philosophes musulmans célèbres à l'époque du califat abbasside étaient éthniquement des Perses et ont écrit leurs travaux savants en arabe tout en continuant à écrire des œuvres littéraires et de la poésie en persan. Les exemples célèbres sont Avicenne et Omar Khayyam.

### Auto-identification
Le terme « arabo-persan » est rarement utilisé comme auto-appellation. La plupart ont tendance à s'identifier plus fortement comme persans ou arabes et se considèrent comme membres principalement d'un groupe ethnique, tout en étant conscients de leur origine mixte. Pour beaucoup, le facteur le plus important déterminant leur identité est l'État souverain dans lequel ils vivent ou d'où viennent leurs ancêtres récents. Par exemple, la plupart des Koweïtiens chiites et des Bahrani sont d'ascendance perse,,,.

## Arabo-perses notables
- Famille Al-Sadr (en)
- Famille Moussaoui/Moussavi (en)
- Khaled Abdel Nasser (en)
- Tahia Kazem
- Famille Shahristani (en)
- Moussa Sader
- Qais al-Khazali
- Abou Mahdi al-Mouhandis
- Yasser al-Habib
- Mujtaba Hussaini Shirazi

## Voir également
- Arabo-berbères
- Afro-arabes
- Sayyed